# Total Destruction
Total Destruction es el segundo álbum de estudio de la banda Unsane lanzado en 1993 en asociación entre las discográficas Matador y Atlantic Records.

## Recepción
John Bush de Allmusic dijo que "es menos convincente que el Singles 89-92" y "demasiado repetitivo" también agregó que "la banda se ha ralentizado un poco".

## Track listing
1. "Body Bomb" - 3:41
2. "Straight" - 4:02
3. "Black Book" - 2:40
4. "Trench" - 4:02
5. "Dispatched" - 2:18
6. "Throw it Away" - 3:59
7. "Broke" - 1:55
8. "Road Trip" - 3:48
9. "Wayne" - 2:47
10. "Get Away" - 3:04
11. "S.O.S." - 3:11
12. "455" - 2:31

## Personal
Unsane
- Vincent Signorelli – batería
- Pete Shore – bajo
- Chris Spencer – voz, guitarra

Músicos adicionales y producción
- Martin Bisi – producción, ingeniero
- Simon Bodger – Fotografía
- Jens Jürgensen – fotografía
- Chris Toliver – fotografía
- Unsane – producción